# Rhinecanthus abyssus
Rhinecanthus abyssus es una especie de peces de la familia Balistidae en el orden de los Tetraodontiformes.

## Morfología
Pueden llegar alcanzar los 16,6 cm de longitud total.

## Distribución geográfica
Se encuentra en las  costas del Pacífico occidental.